# Meet the Deedles
Meet the Deedles é um filme estadunidense de 1998, do gênero comédia, dirigido por Steve Boyum e produzido pela DIC Entertainment. O filme é estrelado por Paul Walker e Steve Van Wormer.

## Elenco
- Steve Van Wormer - Stew Deedle (Stuart Michael James Deedle Esquire)
- Paul Walker - Phil Deedle (Phillip Andrew Preston Deedle III)
- A.J. Langer - Lt. Jesse Ryan
- John Ashton - Capt. Douglas Pine
- Dennis Hopper - Frank Slater
- Eric Braeden - Elton Deedle
- Richard Lineback - Crabbe
- Robert Englund - Nemo
- M.C. Gainey - Major Flower
- Ana Gasteyer - Mel
- Megan Cavanagh - Mo
- Hattie Winston - Jo-Claire
- Bart, o Urso - Urso de Circo